# Селим I
Селим I (тур. Yavuz Sultan Selim − I. Selim; звани Јавуз — Окрутни, 10. октобар 1470 — Чорлу, 22. септембар 1520) је био османски султан од 1512. до 1520. Селим I се поред свог деде Мехмеда II Освајача и свог сина Сулејмана I Величанственог сматра за једног од најбољих султана Османског царства.
Кад је ступио на престо 1512. године, сместа је убио неколико своје браће и нећака. Млетачка република, Краљевина Угарска и Велика московска руска кнежевина су брзо послали своје поклисаре, да осигурају постојеће споразуме о миру. Селим I се концентрисао на Царство шиитских Сафавида, подручје данашњег Ирана и Азербејџана, које је било под владавином Шаха Исмаила. Султан је систематски прогањао шиитско становништво свога Царства и дао их је на хиљаде побити. Године 1514. године дошло је до битке између Селима I и Исмаила, у којој су Турци победили. Наредне године прикључио је султан Селим I источну Анадолију. и Курдистан своме Царству.
Селим није морао заузимати све градове борбом, јер становништво било већином сунитског вјеровања те се зато приклони на страну султана.
Када се султан 1516. године спремао поновно на војни поход против Персије, открио је да се мамелучки (египатски) султан Канзух ел Гхури, ставио на страну персијског шаха Исмаилу. Војске су се судариле код мјеста Алепо у Сирији. Египћани су били потучени, а њихов султан убијен. На његово мјесто је изабран Турман Беј као нови мамелучки султан. Селим је затим успео да заузме Каиро. Туман Беј је побегао у подручје делте Нила одакле се бранио уз помоћ бедуина. Коначно, био је издан и Селим I га је погубио.
Тако је Селим завладао Египтом, а потчинио му се и владар Меке, Баракат. Султан је повјерио свом пашеногу по имену Мехмед Гирау, кану Крима, задатак да брани Исток Османског царства од Персијанаца и Шиита, који су дизали устанке. 1519. године Селим је планирао освајање Родоса са новоизграђеном поморском флотом.
Селим је преминуо 22. септембра 1520. године. Покопан је у једном турбету у Константинопољу. Његов наследник Сулејман I је тамо касније изградио познату Сулејман-џамију.

## Биографија
Селим је рођен у Амасији 1470. године као трећи по реду син Бајазита II (1481—1512). Селимова мајка је била Гулбахар Ајше Хатун, турска принцеза из државе Дулкадир, њен отац је био Алаудевле Бозкурт-Бег, 11 владар Дулкадира. Неки извори тврде да је Селимова мајка била Гркиња, али хронолошка анализа то не потврђује.
Селим је описан као висок човек, са широким раменима и дугим брковима. Био је веома вешт у политици, и како је говорио волео је борбу. Поред свега тога био је веома вешт ловац. Бавио се књижевношћу, а чак је и сам писао песме на персијском језику.
Селим се 1494. године оженио са Султанијом Ајше Хафсом, са којом је добио престолонаследника Сулејмана.
Уз помоћ свога таста, кримског хана Менли Гираја, Селим је са војском кренуо ка Једрену, марта 1511. године. Селим је исте године угушио побуну кизилбаша у Анадолији. Гушењем побуне, учвршћена је Селимова позиција. Његова браћа, Коркут који је оставио Теке побуњеницима и Ахмед, који није био способан да их порази, изгубили су углед. Добивши наименовање у Румелији, Селим је успео да искористи одсуство султана да уђе у Једрене, како би преузео ризницу и поставио своје људе. Отишао је предалеко. Бајазит II, чији су везири подржавали Ахмеда, кренуо је против свог сина, кога је победио 3. августа 1511. године, приморавши га да се повуче на Крим. Ахмед је мислио да ће након тога, уз подстицај великодостојника са Порте, моћи да крене пут Истанбула и да се прогласи наследником престола. Али јаничари, који су га сматрали шкртим и неспособним, побунили су се против њега и приморали га на повлачење. Прогласивши се за султана, он је заузео Караман, што је само увећало његову непопуларност.
Изгледало је да ти догађаји погодују шаху Исмаилу. Почетком 1512. године, шах Исмаил је изазвао другу побуну, коју је убрзо потом подржао принц Мурат, Ахмедов син. Победа побуњеника над трупама овог потоњег разбеснела је јаничаре, који су се, знајући да се Селим вратио у Румелију, подигли на устанак марта 1512. године, тражећи да се њихов миљеник постави за наследника престола. Принуђен на уступке, Бајазит II је позвао код себе свог сина, који је 19. априла стигао у Истанбул. После недељу дана преговора, подржан од јаничара и становништва града, Селим је постигао своје циљеве: Бајазит II је абдицирао у његову корист 24. априла 1512. године. Измучен, стари султан је умро на путу у прогонство 10. јуна 1512. године. Селим I је, не без потешкоћа, ступио на престо. Али, то није био крај његових недаћа. Османско царство се, након пораза код Анкаре, суочило са веома озбиљном кризом. Да би је превазишао, нови султан морао је да спроведе реформе у вођењу послова, како у стратешким, тако и у религијским и економским питањима. Са те тачке гледишта, 1512. година заиста представља прекретницу у османској историји.

## Владавина
Када је Селим I наследио Бајазита II, 24. априла 1512. године, Османско царство било је изложено најозбиљнијој кризи од битке код Анкаре, сто десет година раније. Опасност је била двострука. С једне стране, слом побуне шаха Кулија није уклонио опасност од новог устанка, који би из даљине водио шах Исмаил. С друге стране, један део Анадолије се још увек није приклонио власти новог султана, чија браћа и рођаци, знајући да су изложени опасности од права на братоубиство, никако нису хтели да се одрекну свог права на престо, тражећи подршку од хетеродоксних туркменских племена, па чак и од самог шаха. Уложивши изузетно много енергије и уз изражен смисао за вођење политике, Селим је поново успоставио унутрашњи ред у Анадолији, а затим је водећи удаљене операције од тог простора, за пет година, од Османског царства начинио највећу силу исламског света, што је оно и остало, готово до самог свог нестанка у XX веку.
У време ступања на престо, Селим је имао око четрдесет година. Као намесник у Трапезунту већ је имао завидну репутацију изузетног војног команданта који се лично стављао на чело својих трупа, праведног и ефикасног администратора, сунита коме се ништа не може замерити али који није верски затуцан, помало склон луксузу и уживањима. Испод спољашњости окрутног војника, владар је био и човек широке културе, велики поклоник књига које је читао, са наочарима на очима, а добро је писао стихове на персијском. Селим, усамљен и тајновит човек, није се оптерећивао тиме да ли ће савременици схватити његове одлуке или неће, а поверење је указивао само уском кругу проверених пратилаца. То је довело до противречности у неколико ондашњих османских хроника, које су се дивиле делу, али су узмицале пред човеком који је за живота стекао надимак Јавуз- Грозни, толико су биле страшне акције које је предузимао. Јер, заиста је султан до те мере западао у јарост, да је понекад песницама тукао своје везире. Извесно је да су главе високих државних званичника летеле чешће него уобичајено. Али, султан је био уверен у исправност казни, чије жртве готово никад нису биле невине. Коначно, султан је ступио на престо захваљујући одређеним клановима и уз противљење других. Неки су веровали да им много дугује, други су у потаји радили против њега. Ударци су почели да пљуште с обе стране, када су обе схватиле да је царска власт у чврстим рукама..
Када је ступио на престо, Селим је био у отвореном рату са својом старијом полубраћом, Ахмедом и Коркутом. Причало се да је отровао свог полубрата, Шехеншаха. Уз то, на подмукао начин је постављао завере и убијао синове своје браће, јер се плашио да ће сковати заверу и свргнути га са престола. До јануара 1518, успио је да погуби све мушке потомке синова султана Бајазита, осим принца Мурата, који је тражио азил у Персији код Шаха Исмаила, чијом се ћерком и оженио. Међутим, принц Мурат умире у октобру 1519. године под мистериозним околностима, иза којих се верује да је стојао сам султан. 
 Због смакнућа свих принчева, султан Селим није био у добрим односима са женским члановима династије. Од свих сестара, једино су му султанија Ајнишах и султанија Илалди честитале успињање на престо. Поред тога, он је током своје владавине неким својим сестрама (Гевхермулук-султанија; Фатма-султанија), нећакама (Аслихан-султанија; Гевхершах-султанија; Шахниса-султанија) , па чак и ћеркама (Хатиџе-султанија; Хафизе-султанија) погубио супруге, с некима је имао и личан конфликт (Ханзаде-султанија; Ханчерли-султанија), а многе је и преудао. До данас је остала позната клетва из тог времена ,,Да Бог да био зет султана Селима!

## Поход против иранских Сафавида
Тачно годину дана по ступању на престо, Селим је победио и погубио последњег претендента на престо који је могао да представља одређену опасност: свог старијег брата Ахмеда. Султан је успео да га доведе на бојно поље код Јенишехира, дајући му лажне извештаје о дејствима и оданости царске војске. Селим је дуго и трајно припремао тај план, који му је у кључном тренутку помогао да порази много мање вештог противника. Тако је криза династије, 1513. године, разрешена у корист Селима и његовог сина јединца Сулејмана, који је постављен за намесника Манисе. Преживели су само Ахмедови синови који су се склонили у Персију или Египат, након чега им се сваки траг губи. У Анадолији је одмах након тога успостављен мир, непосредном управом у областима у којима су у претходном периоду хетеродоксни устанци нашли погодно тле. Чини се да је тај "лов на вештице" био усмерен на одузимање права компромитованим тимарницима и на погубљење познатих вођа тих устанака. Нема поузданих доказа да је тачна легенда о масакру и погибији 40 000 хетеродоксних лица, 1513. или 1514. године, већ се чини да је тај догађај обојен „ оријенталним магловитим баратањем бројева".
Када је поново установљена царска власт у држави, Селим се окренуо против оних који су методично, од почетка века, покушавали да га омету споља. Спор између шаха Исмаила и Селима продубио се током година које је Селим провео у Трапезунту, јер упркос противљењу оца он није оклевао да оружјем одбије упаде Сафавида. Султан је шаху замерао да примењује доктрину која излази из граница ислама, као и да је стални чинилац урушавања османске Анадолије, за шта је као доказ узимао устанак кизилбаша и ступање на престо Бајазита II.
Селим је најпре од шејх ул-ислама Сарија Гурза, највишег верског ауторитета у царству, издејствовао фетву која је шаха Исмаила и његове следбенике искључивала из исламског друштва и омогућавала да их се, до последњег, ослободи и да њихове жене и децу претвори у робове. Таква фетва је била у функцији легитимизације уласка у рат против шаха, чије су припреме већ раније отпочеле. Са њима се наставило све до потпуног пораза противника, и оне су остале главно обележје султанове политике до његове смрти. Све друго било је томе подређено.
Поход из 1514. године представља почетак често веома дугих ратова које су све до XVIII века водили османски султани и персијски шахови. Да би се избегле све могуће недоумице о томе је потребно дати неколико уводних напомена. Године 1514. не може бити ни говора о сукобу две нације- Турака Османлија против Иранаца Сафавида. Таква слика, коју су дуго прихватали историчари те две земље, не би могла да издржи озбиљније испитивање. Шах Исмаил био је предводник турског полуномадског света, као што су биле кизилбаше, које су га довеле на власт. Пошто није знао персијски, размишљао је на турском и на турски начин. Иако је његова администрација била у рукама угледник иранских службеника, преузетих из ранијих турских држава Ирана, његова војна сила почивала је на снази турских племена, која су прихватила чудан синкретизам идеја, сједињујући локална преисламска веровања са степским шаманизмом,, што је тек било познато прикривено шиитским типом ислама, али веома удаљено од дуодецималног шиизма, који ће се касније развити у Ирану. У очима полуномадских, анадолско-турских поданика султана, шах је био оличење Бога, зато што је говорио њиховим језиком, и што је у Азербејџану створио идеалну турску државу, која је за њих била много прихватљивија у односу на централизовано Османско царство и на династију више од века и по одвојену из средине из које је потекла. Њихове потребе династија више није разумела, а административни систем, чији су локални представници бирани из редова урбане елите или путем девширме, за њих су били углавном странци. Шах Исмаил већ је био показао да његови бројни саборци могу да одиграју значајну улогу у дестабилизацији османске власти у Анадолији.
Селиму је био јасан пут којим је морао да иде и по коме је решење проблема у Анадолији било смакнуће шаха. Кад њега не би било, доктрина заснована на његовом божанском карактеру сама би нестала, а његови следбеници би остали напуштени. Анадолско питање, које је представљало унутрашње питање Османског царства, могло би бити решено победом османског султана над турским шахом; а решење тог проблема изазвало би и расплет неких спољних проблема.
Војска на чијем челу се налазио Селим и која је кренула из Истанбула 1514. године, била је једна од најмоћнијих војски тога времена у погледу броја људи, квалитета ватреног наоружања, као и способности бораца. С друге стране, шахове трупе, које су се изузетно добро показале у тешком сукобу у Трансоксијани две године раније, састојале су се од малобројне и веома ефикасне коњице, али нису поседовале топове, а ни пушке. Окршај се догодио 23. августа 1514. године код Чалдирана, североисточно од језера Ван. Османлијска артиљерија покосила је фанатичне кизилбаше, који су до последњег даха задавали смртоносне ударце, наносећи велике губитке противничком табору. Господар терена, Селим, систематски је убијао заробљенике, али је шах успео да побегне. Османска војска је кренула за њим, успорена комором, преко тешко савладивих планинских области. Кизилбаше су непријатељу оставиле само спаљену земљу, јер је после изузетно сушног лета, прерано дошла зима. Табриз је заузет без борбе, али је војска, углавном састављена од јаничара, одбила да иде даље, и тражила је да ту презими. Султан је морао да попусти и да да знак за повлачење. Изморени од похода на коме су се суочили са врућином, жеђи, глађу, хладноћом и запањујућом борбеношћу кизилбаша, дуго након тога су одбијали да још једанпут крену путем Азербејџана.
У Амасији, у Анадолији, где је провео зиму 1514—1515. године, Селим је могао да процени морал својих трупа, док је шах изгубио већину војске. Дакле, нови поход на Иран не би, с војне стране гледишта, представљао велику тешкоћу, али су постојали проблеми логистичке и политичке природе. Делимично је узрок томе био удаљавање од зоне дејстава и потешкоће у снабдевању бројне војске у готово опустошеној земљи. С друге стране, постојала је опасност да се на крила или позадину османске војске која се креће у правцу истока, обруши нови противник кога би подржавао шах. Селим је донео план акције да под своју власт стави читаву источну Анадолију. Последњи трагови сафавидског отпора у централној Анадолији уништени су током 1515. године, а затим се велики везир окренуо против туркменског бега Зулкадра, који се сумњиво понашао током битке код Чалдирана. Истовремену, изасланици Порте, међу којима је био и чувени хроничар Идрис Битлиси, око султана окупили су курдске локалне господаре, који су били незадовољни начином на који се шах према њима односио. Устанак једног од њих, који је подржала војска Бијикли Ахмед-паше, дефинитивно је 1516. године отерао сафавиде из југоисточне Анадолије, и та област је постала османски беглербеглук Дијарбекир.

## Поход на Сирију и Египат против Мамелука
Од 1501. године у Египту је владао мамелучки султан Кансух ал Гури. Он је одржавао одличне односе са Бајазитом II који је у великој мери допринео да се на Црвеном мору подигне мамелучка флота, предвиђена за ратовање против Португалаца у Индији. Османско царство, средоземна поморска сила, Мамелуцима, који нису били вични војевању на мору, великодушно је слало инжењере, техничаре и све врсте материјала. Од ступања на престо, Селим је прекинуо ту сарадњу, предајући се ратним напорима које се припремио да лично води против јеретичког шаха.
Мамелучко царство је 1516. године могло да делује као водећа сила у исламском свету. Његова територија се простирала од горњег Египта до централне Анадолије, обухватајући Палестину и Сирију. Шериф Меке био је вазал мамелучког султана, који је држао гарнизоне у луци Хеџаз и који је у Каиру издржавао калифу, потомка династије Абасида, од кога су разне муслиманске вође тражиле потврду наименовња, одмах по ступању на престо. Узрок Селимовог изненадног удара против Мамелука није била жеља да постане заштитник Светих места и да припоји Египат. Проучавање географске ситуације у Анадолији 1516. године показује да после заузимања емирата Зулкадр и Дијарбекира, османске територије нису биле међусобно повезане, већ су окруживале мамелучке територије северне Месопотамије који се простирао преко Ајн Таба и Малатије, до Дивригија на северу, између Сиваса и Ерзинџана. То је била султанова главна стратешка брига, имајући у виду претходеће операције против Ирана. Штавише, Селим је знао да је шах нудио савез Кансух ал Гурију и да би, упркос познатој нетрпељивости коју је он осећао према шаху, услед османског ширења у централној и источној Анадолији, султан Каира, забринут за своје северне територије, могао да заузме непријатељско држање. За османског султана, наставак рата на истоку утицао је на претходно започете операције на југу. За њега је пут за Табриз ишао преко Каира.
Селим је почео да осамнаест месеци унапред припрема замку, коју је Кансух препознао тек у последњем тренутку и од које је страдао. Заузимање Зулкадра било је храбар потез, јер се од давнина сматрало да су Мамелуци господари те провинције. Наименовање у тој области сина најснажнијег противника, као у неколико претходник деценија, као наследног бега и османског беглербега, сматрало се непријатељским чином. Селим је желео да привуче Кансуха у северну Сирију, где би могао да га контролише, као што је учинио приликом битке код Чалдирана, а затим да га изненада нападне. Преко својих присталица на мамелучкој територији, пре свих преко намесника Алепа, султан из Истанбула стварао је препреке султану из Каира, да би га нагнао да крене са војском ка жељеној области, док се он званично упутио ка истоку, у правцу Ирана. Одвајало их је неколико дана хода, када му је Селим, тврдећи да је Кансух затворио пролаз преко његових анадолских територија и тиме се ставио на страну шаха, објавио рат и пресрео га код Марџ Дабика, северно од Алепа 24. августа 1516. године. Битка је трајала веома кратко, јер се, у складу са раније скованим планом, наиб Алепа одметнуо са делом војске, која је била неорганизована и покошена османским топовима. Селим се дочепао Сирије, а затим, јануара 1517. године Каира, пошто је потукао последње Мамелуке. Ту је остао до септембра преузевши све територије, титуле и права султана из Каира, којима је додао право наследства над абасидским калифатом, иако је та ствар остала прилично нејасна. Шериф Меке је пожурио да призна власт новог господара. Убрзо након тога, 1519. године, османски гусар који је постао заповедник Алжира такође се потчинио: био је то Хајрудин Барбароса, будући велики адмирал и стварни оснивач османске поморске силе на Средоземљу.
Када је Селим ступио на престо, Османско царство била је држава која се дичила заузимањем Цариграда и светим ратом против неверника у Европи, али је у поређењу са Мамелучким царством, које му је доскора наносило редовне поразе у Киликији, било другоразредна сила. Од државе која је 1512. године била на ивици распада, Селим је постао једини наследник Византије и Багдада, огромног царства које се простирало на три континента. Такво ће остати у наредна четири века. Но, то је био само део плана Османског султана, који је напустио Каиро, најавивши да је његов наредни циљ Иран, где је желео да једном заувек заврши са шахом. После дугих припрема током зимовања у Дамаску, стигао је на обалу Еуфрата маја 1518. године. Стигавши дотле, његова војска је одлучно одбила да крене даље ка истоку. У страху од побуне, господар великог дела света одлучио је да сачека. Вратио се у Истанбул, где је осмислио нови поход против шаха Исмаила, стављајући акценат на етапе и снабдевање. До тога никада није дошло, јер је, након кратке болести, султан Селим I преминуо 20. септембра 1520. године.

## Администраторски и правни уређаји
Селим I је још и као млади принц сматран за великог дипломату и политичара: По доласку на престо, султан Селим је обновио сва Османска документа, администрацију и важне папире, чак је и измењивао законе који су писали његови преци и претходници. Током своје владавине, султан Селим је наредио да се направи листа свих докумената Османског царства, на том пројекту се радило мало више од годину дана, с обзиром да је архива докумената Османске империје постојала још од 1320. године. Султан Селим је такође посвећивао велику пажњу уређивању и стабилизовању правних уређаја Османског царства, те је у својем времену сматран за политичког генија.

## Смрт
Селим I је на походу у Египту зарадио инфекцију, која је кулминирала појављивањем чира, црног пришта, на његовим леђима. Након дужег боловања, његови болови су постали неподношљиви, те је наредио да му у хамаму исцеде чир. Међутим, болест је доста напредовала и тиме јако ослабила Селима. Преминуо је 20. септембра 1520. године читајући Куран.
На престолу га је наследио његов син јединац Сулејман, историји познат као Сулејман I Величанствени.

## Личност
По многим изворима, Селим је имао ватрен темперамент и пунокрвни карактер. Чини се да је имао велика очекивања од свих подређеника, те је погубио многе своје везире. Такође, његов двор је био врло динамичан, са многим наградама као и ризицима. Султан Селим је био врло енергичан и ефектан, иако понекада окрутан владар. Његова владавина је била кратка, али је свакако отворила пут могућности за његовог сина. Позната легенда каже да је Селим напунио царски трезор до врха и да га је након тога закључао својим печатом. Тада је рекао:
Онај ко накупи више блага од овог има право да откључа ово благо, и придружи га своме.
Његов трезор је остао неотворен све до пада Османског царства.
Селим је био један од најбољих и највећих владара Османског царства. Током кратких осам година владавине, он је остварио значајан успех. Упркос дужини његове владавине, многи историчари се слажу да је са Селимом почело златно доба Османског царства, које ће престати тек након смрти његовог сина и наследника Сулејмана Величанственог.
Селим је такође био истакнути песник који је написао један стих на турском и персијском језику под називом Mahlas Selimi. Колекције његових персијских песама постоје и данас. У једној од својих песама написао је:
| „                    | Тепих је довољан да прими два суфија, али свет није довољан да прими два краља. | ” |
| — Јавуз Султан Селим |                                                                                 |   |

Селима је један од савременика описао на следећи начин:
| „ | Био је сунце свога времена. Налик поподневном сунцу. Није га било дуго, али му је сенка била дугачка. | ” |

## Односи са страним државама

### Односи са шахом Исмаилом
Док су Селим и његова војска марширали у Персију 1514, Селимове трупе су патиле од спржене земље, ово се данас преписује као тактика шаха Исмаила. Султан се надао да ће намамити Исмаила у отворену битку пре него што његови војници умру од глади, и почео је да шаље увредљива писма шаху, називајући га кукавицом:
Уважени шаху Исмаиле, ако си довољно храбар, изађи на Чалдиран и сукоби се са мном, као прави вођа, уколико се ипак бојиш мојих трупа; немој себе више никад називати шахом и вођом.
Исмаил је одговорио на Селимову трећу поруку, цитирану горе, тако што је изасланик доставио писмо које се налазило у кутији олијума. Шахово писмо је исто било увредљиво, где је прозивао Селима да не сме да дође до Табриза. Селим се због овога разбеснео, и наредио је да се персијски изасланик одмах погуби и да се његова глава однесе Исмаилу.

### Односи са Бабуром
Селим се удружио са првим царем Могулског царства у Индији, Бабуром, они су заједничким снагама водили ратове против Сафавида, Бабур је драстично помогао Селиму када му је послао војнике за напад на Персију. Селимов син Сулејман је такође имао добре односе са Могулским царством.

## Породица
Супруге
- Султанија Ајше Хафса
- Таџлу Хатун
- Ајше Хатун (1475-1539)мајка султаније Шах и султаније Бејхан
- још три непознате конкубине; мајке принчева погубљених 1514. године

Мушка деца
- Сулејман I (1494—1566)
- Принц Коркут (ум. 1510)
- Принц Орхан (ум. 1510)
- Принц Муса (ум. 1510)
- Принц Салих (1491-1499)
- Увејс-паша (1498/1512—1548)
- три принца (погубљени у новембру 1514)

Женска деца
Султан Селим је имао девет кћерки:
- Султанија Камершах (1489—27. септембар 1503), ћерка непознате конкубине. Најстарије Селимово дете. Сахрањена је у Трабзону поред свог брата Салиха.
- Султанија Хатиџе (1492—1543), ћерка Ајше Хафсе султаније.Удата први пут 1509. године за намесника Ерзурума Искендер пашу (погубљен 1515), удата други пут 1524. године за великог везира Ибрахим-пашу (погубљен 1536), удата трећи пут за трећег везира Хусрев-пашу (умро 1544). Имала је сина и три кћери.
- Султанија Гевхерхан (1494—након 1516), ћерка непознате конкубине. Удата 1509. године за Мехмед-бега, сина њене тетке султаније Фатме (убијен 1514). Преудата други пут 1516. године за Садета Гираја, кримског хана, са којим је имала једног сина.
- Султанија Хафизе (1491—10. јул 1538), ћерка Ајше Хафсе султаније. Удата први пут 1511. године за Шехит Мехмед-пашу, удата други пут 1522. за Чобан Мустафа-пашу (умро 1529). Из првог или другог брака је имала сина.
- Султанија Бејхан (1497—1557), ћерка Ајше Хатун II. Удата 1513. године за намесника Смедерева Ферхат-пашу (погубљен 1524), удата други пут 1526. за намесника Скопља Мехмет-пашу. Имала је сина и две кћери.
- Султанија Фатма (1493—1573), ћерка Ајше Хафсе султаније. Удата први пут 1516. за намесника Антакије Мустафа-пашу (развод 1520), удата други пут 1529. за намесника Румелије Ахмед-пашу (погубљен 1555), удата трећи пут 1562. за евнуха Ибрахим-пашу (умро 1563).
- Султанија Шахзаде (1505—након 1556), ћерка непознате конкубине, била је удата 1517. године за Мустафа-пашу Босанца, са којим је имала ћерку.
- Султанија Шах (1507—1572), ћерка Ајше Хатун II. Удата први пут 1523. за намесника Коње Лутфи-пашу (развод 1541), удата други пут 1551. године за шејха Мерхез-ефендију (умро 1552). Из првог брака је имала ћерку,а из другог брака сина.
- непозната кћи

## Породично стабло
|  |                   |  |  |  |  |  |  |  |  |  |  |  |  |  |  |  |
|  | 8. Мурат II       |  |  |  |  |  |  |  |  |  |  |  |  |  |  |  |
|  |                   |  |  |  |  |  |  |  |  |  |  |  |  |  |  |  |
|  |                   |  |  |  |  |  |  |  |  |  |  |  |  |  |  |  |
|  | 4. Мехмед II      |  |  |  |  |  |  |  |  |  |  |  |  |  |  |  |
|  |                   |  |  |  |  |  |  |  |  |  |  |  |  |  |  |  |
|  |                   |  |  |  |  |  |  |  |  |  |  |  |  |  |  |  |
|  | 9. Хума Хатун     |  |  |  |  |  |  |  |  |  |  |  |  |  |  |  |
|  |                   |  |  |  |  |  |  |  |  |  |  |  |  |  |  |  |
|  |                   |  |  |  |  |  |  |  |  |  |  |  |  |  |  |  |
|  | 2. Бајазит II     |  |  |  |  |  |  |  |  |  |  |  |  |  |  |  |
|  |                   |  |  |  |  |  |  |  |  |  |  |  |  |  |  |  |
|  |                   |  |  |  |  |  |  |  |  |  |  |  |  |  |  |  |
|  | 5. Емине Хатун    |  |  |  |  |  |  |  |  |  |  |  |  |  |  |  |
|  |                   |  |  |  |  |  |  |  |  |  |  |  |  |  |  |  |
|  |                   |  |  |  |  |  |  |  |  |  |  |  |  |  |  |  |
|  | 1. Селим I        |  |  |  |  |  |  |  |  |  |  |  |  |  |  |  |
|  |                   |  |  |  |  |  |  |  |  |  |  |  |  |  |  |  |
|  |                   |  |  |  |  |  |  |  |  |  |  |  |  |  |  |  |
|  | 3. Гулбахар Хатун |  |  |  |  |  |  |  |  |  |  |  |  |  |  |  |
|  |                   |  |  |  |  |  |  |  |  |  |  |  |  |  |  |  |
|  |                   |  |  |  |  |  |  |  |  |  |  |  |  |  |  |  |